# Metodología de Box-Jenkins
En el análisis de series de tiempo, la metodología de Box-Jenkins, nombrada así en honor a los estadísticos George E. P. Box y Gwilym Jenkins, se aplica a los modelos autorregresivos de media móvil ARMA o a los modelos autorregresivos integrados de media móvil (ARIMA) para encontrar el mejor ajuste de una serie temporal de valores, a fin de que los pronósticos sean más acertados.

## Enfoque del método
El método original utiliza un enfoque de modelado iterativo en tres etapas, usando datos de un horno de gas. Estos datos son conocidos como datos de Box-Jenkins del horno de gas para la evaluación comparativa de modelos de predicción.
Las tres etapas del modelado iterativo son las siguientes:
1. Identificación y selección del modelo: asegurarse de que las variables son estacionarias, la identificación de la estacionalidad de la serie dependiente (diferenciación estacional, para cierto período, si es necesario), y el uso de los gráficos de las funciones de autocorrelación y de autocorrelación parcial de la serie de tiempo se utilizan para decidir cuál componente (si es el caso) se debe utilizar en el modelo, el promedio autorregresivo (AR) o un promedio móvil (MA).
2. Estimación de parámetros usando algoritmos de cálculo para tener coeficientes que mejor ajusten el modelo ARIMA seleccionado. Los métodos más comunes usan estimación de máxima verosimilitud o mínimos cuadrados no lineales.
3. Comprobar el modelo mediante el ensayo, si el modelo estimado se ajusta a las especificaciones de un proceso univariado estacionario. En particular, los residuos deben ser independientes el uno del otro, además, la media y la varianza deben ser constantes en el tiempo. (Para identificar los errores de especificación son útiles la graficación de la media y la varianza de los residuos a través del tiempo y la realización de una prueba de Ljung-Box o bien por medio del trazado de autocorrelación y autocorrelación parcial de los residuos.) Si la estimación es inadecuada, tenemos que volver al paso uno e intentar buscar un modelo mejor.

## Identificación del modelo Box-Jenkins

### Estacionariedad y estacionalidad
El primer paso en el desarrollo de un modelo de Box-Jenkins es determinar si la serie de tiempo es estacionaria y si hay alguna estacionalidad significativa que necesite ser modelada.

#### Detección de tendencia.
La tendencia puede evaluarse a partir de una secuencia de largo plazo. La secuencia ejecutada debe mostrar ubicación y escala constante. También se puede detectar a partir de una gráfica de autocorrelación.

#### Detección estacionalidad
La estacionalidad (o periodicidad) generalmente se puede evaluar a partir de un diagrama de autocorrelación (correlograma), de una subserie, o una trama espectral.[

### Diferenciación Tendencia
Box y Jenkins recomiendan el enfoque de diferenciación para lograr estacionariedad. Sin embargo, ajustando una curva y restando los valores ajustados de los datos originales también se puede utilizar en el contexto de los modelos de Box-Jenkins.

### Diferenciación estacional
En la fase de identificación del modelo, el objetivo es detectar la estacionalidad, si existe, y para identificar el orden de los términos autorregresivos y de media móvil estacional de temporada. Para muchas series, el período es conocido y un solo término estacionalidad es suficiente. Por ejemplo, para los datos mensuales se suele incluir un término de temporada AR 12 o un término de temporada MA 12. Para los modelos de Box-Jenkins, en ocasiones no se puede eliminar explícitamente estacionalidad antes de ajustar el modelo. En su lugar, se incluye el orden de los términos estacionales en la especificación al usar un software de estimación del modelo ARIMA. Sin embargo, puede ser útil aplicar una diferencia estacional a los datos y regenerar las gráficas de la autocorrelación y autocorrelación parcial. Esto puede ayudar en la identificación del modelo del componente no estacional del modelo. En algunos casos, la diferenciación estacional puede eliminar la mayor parte o la totalidad del efecto de la estacionalidad.

## Identificar p y q
Una vez que se han abordado estacionalidad y temporalidad, el siguiente paso es identificar el orden (es decir, la p y q) de los términos autorregresivo y de media móvil. Diferentes autores tienen diferentes enfoques para la identificación de p y q. Brockwell y Davis (1991, p. 273) afirman "nuestro principal criterio para la selección del modelo de [entre ARMA (p, q) los modelos] será la AICC", es decir, el criterio de información Akaike con corrección. Otros autores utilizan el diagrama de autocorrelación y autocorrelación parcial, descritos arriba.

## Diagramas de autocorrelación y autocorrelación parcial
El muestreo mediante un diagrama de autocorrelación y de una autocorrelación parcial se comparan con el comportamiento teórico de estos diagramas cuando el período es conocido.
Específicamente, para un (1) AR proceso, la función de autocorrelación de la muestra debe tener una apariencia de forma exponencial decreciente. Sin embargo, los procesos AR de orden superior son a menudo una mezcla de forma exponencial decreciente y amortiguado componentes sinusoidales.
Para procesos autorregresivos de orden superior, la autocorrelación de la muestra tiene que ser complementado con una parcela de autocorrelación parcial. La autocorrelación parcial de un AR (p) el proceso se convierte en cero al retardo p + 1, y mayor, por lo que examinar la función de autocorrelación parcial de la muestra para ver si hay evidencia de una desviación de cero. Esto generalmente se determina mediante la colocación de un 95% intervalo de confianza de la muestra gráfica de autocorrelación parcial (la mayoría de los programas de software que generan muestras parcelas autocorrelación también trazar este intervalo de confianza). Si el programa de software no genera la banda de confianza, que es de aproximadamente {\displaystyle \pm 2/{\sqrt {N}}}, con N que denota el tamaño de la muestra.
La función de autocorrelación de un MA (q) el proceso se convierte en cero al retardo q + 1, y mayor, por lo que examinar la función de ejemplo de autocorrelación para ver donde esencialmente se convierte en cero. Hacemos esto mediante la colocación de un intervalo de confianza del 95% para la función de ejemplo de autocorrelación en la parcela de muestreo de autocorrelación. La mayoría del software que genera el diagrama de autocorrelación también puede generar este intervalo de confianza.
La función de autocorrelación parcial de la muestra en general, no es útil para identificar el orden del proceso de media móvil.
La siguiente tabla resume cómo se puede utilizar el ejemplo de la función de autocorrelación para la identificación del modelo.
| Forma                                            | Modelo indicado                                                                          |
| ------------------------------------------------ | ---------------------------------------------------------------------------------------- |
| Exponencial, limitando a cero                    | Modelo autorregresivo. Emplee la autocorrelación parcial para identificar el orden.      |
| Sinusoidal amortiguado, acercando a cero         | Modelo autorregresivo. Emplee la autocorrelación parcial para identificar el orden.      |
| Algunos picos, los demás prácticamente nulos     | Modelo de media móvil, se ve el orden en la posición anterior a que se anulen los picos. |
| Decreciente, iniciando luego de algunos retardos | Modelo mixto(ARMA).                                                                      |
| Todos anulados o prácticamente nulos             | Información esencialmente aleatoria (ruido blanco).                                      |
| Altos valores en ciertos momentos                | Se debe incluir un análisis de estacionalidad autorregresiva.                            |
| No se acerca a cero                              | La información no es estacionaria.                                                       |

En la práctica, la autocorrelación de la muestra y las funciones de autocorrelación parcial son variables aleatorias y no dar la misma imagen que las funciones teóricas. Esto hace que el modelo de identificación más difícil. En particular, los modelos mixtos pueden ser particularmente difíciles de identificar. Aunque la experiencia es de gran ayuda, el desarrollo de buenos modelos que utilizan estas parcelas se implica mucho ensayo y error.

## Modelo de estimación de Box-Jenkins
La estimación de los parámetros de los modelos de Box-Jenkins es un problema de estimación no lineal bastante complicado. Por esta razón, la estimación de parámetros debe dejarse a un programa de software de alta calidad que se ajuste a los modelos de Box-Jenkins. Afortunadamente, muchos programas de software estadístico ahora encajan modelos Box-Jenkins.
Los principales enfoques de los modelos de Box-Jenkins montaje son mínimos cuadrados no lineales y la estimación de máxima verosimilitud. Estimación de máxima verosimilitud es generalmente la técnica preferida. Las ecuaciones de verosimilitud para el modelo completo de Box-Jenkins son complicados y no se incluyen aquí. Ver (Brockwell y Davis, 1991) para los detalles matemáticos.
El diagnóstico de modelos Box-Jenkins
Supuestos para un proceso univariado estable
Diagnósticos modelo para los modelos de Box-Jenkins es similar al modelo de validación de mínimos cuadrados no lineales de montaje.
Es decir, el término de error Una t se supone que sigue los supuestos para un proceso univariado estacionaria. Los residuos deben ser ruido blanco (o independientes cuando sus distribuciones son normales) dibujos a partir de una distribución fija con una media constante y varianza. Si el modelo de Box-Jenkins es un buen modelo para los datos, los residuos deben satisfacer estos supuestos.
Si estos supuestos no se cumplen, hay que adaptarse a un modelo más apropiado. Es decir, volver a la etapa de identificación del modelo y tratar de desarrollar un modelo mejor. Esperemos que el análisis de los residuos puede dar algunas pistas en cuanto a un modelo más apropiado.
Una forma de evaluar si los residuos del modelo de Box-Jenkins siguen las hipótesis es la de generar gráficos estadísticos (incluyendo una parcela de autocorrelación) de los residuales. También se podría mirar el valor del estadístico Box-Ljung.